# Futebol Clube do Porto 2025-2026
Questa pagina raccoglie i dati riguardanti il Futebol Clube do Porto nelle competizioni ufficiali della stagione 2025-2026.

## Maglie e sponsor
| Casa | Trasferta | Terza Divisa |

## Rosa
Aggiornata al 4 agosto 2025 
 In corsivo i calciatori ceduti durante la stagione
| N. |                       | Ruolo | Calciatore        |
| -- | --------------------- | ----- | ----------------- |
| 3  | Portogallo (bandiera) | D     | Zé Pedro          |
| 5  | Polonia (bandiera)    | D     | Jan Bednarek      |
| 6  | Canada (bandiera)     | C     | Stephen Eustáquio |
| 7  | Brasile (bandiera)    | C     | William Gomes     |
| 8  | Danimarca (bandiera)  | C     | Victor Froholdt   |
| 9  | Spagna (bandiera)     | A     | Samu Aghehowa     |
| 10 | Spagna (bandiera)     | A     | Gabri Veiga       |
| 11 | Brasile (bandiera)    | A     | Pepê              |
| 12 | Nigeria (bandiera)    | D     | Zaidu Sanusi      |
| 14 | Portogallo (bandiera) | P     | Cláudio Ramos     |
| 15 | Portogallo (bandiera) | C     | Vasco Sousa       |
| 16 | Serbia (bandiera)     | C     | Marko Grujić      |
| 17 | Spagna (bandiera)     | A     | Borja Sainz       |
| 18 | Argentina (bandiera)  | D     | Nehuén Pérez      |

| N. |                        | Ruolo | Calciatore       |
| -- | ---------------------- | ----- | ---------------- |
| 19 | Inghilterra (bandiera) | A     | Danny Namaso     |
| 20 | Portogallo (bandiera)  | D     | Alberto Costa    |
| 21 | Croazia (bandiera)     | D     | Dominik Prpić    |
| 22 | Argentina (bandiera)   | C     | Alan Varela      |
| 24 | Portogallo (bandiera)  | P     | João Costa       |
| 25 | Argentina (bandiera)   | C     | Tomás Pérez      |
| 26 | Paesi Bassi (bandiera) | A     | Luuk de Jong     |
| 27 | Turchia (bandiera)     | A     | Deniz Gül        |
| 51 | Portogallo (bandiera)  | P     | Diogo Fernandes  |
| 52 | Portogallo (bandiera)  | D     | Martim Fernandes |
| 74 | Portogallo (bandiera)  | D     | Francisco Moura  |
| 77 | Spagna (bandiera)      | C     | Iván Jaime       |
| 86 | Portogallo (bandiera)  | C     | Rodrigo Mora     |
| 99 | Portogallo (bandiera)  | P     | Diogo Costa ()   |

## Calciomercato

### Sessione estiva
| Acquisti         | Acquisti            | Acquisti        | Acquisti                    |
| R.               | Nome                | da              | Modalità                    |
| ---------------- | ------------------- | --------------- | --------------------------- |
| C                | Victor Froholdt     | Copenaghen      | definitivo (20 milioni €)   |
| D                | Alberto Costa       | Juventus        | definitivo (15 milioni €)   |
| A                | Borja Sainz         | Norwich City    | definitivo (13,3 milioni €) |
| D                | Nehuén Pérez        | Udinese         | definitivo (13,3 milioni €) |
| D                | Jan Bednarek        | Southampton     | definitivo (7,5 milioni €)  |
| D                | Dominik Prpić       | Hajduk Spalato  | definitivo (4,5 milioni €)  |
| A                | Luuk de Jong        | PSV             | gratuito                    |
| P                | João Costa          | Estrela Amadora | n.d.                        |
| Altre operazioni |                     |                 |                             |
| R.               | Nome                | da              | Modalità                    |
| C                | Iván Jaime          | Valencia        | fine prestito               |
| A                | Fran Navarro        | Braga           | fine prestito               |
| D                | Fábio Cardoso       | Al-Ain          | fine prestito               |
| C                | Romário Baró        | Basilea         | fine prestito               |
| A                | Francisco Conceição | Juventus        | fine prestito               |

| Cessioni         | Cessioni            | Cessioni   | Cessioni                    |
| R.               | Nome                | a          | Modalità                    |
| ---------------- | ------------------- | ---------- | --------------------------- |
| D                | Otávio              | Paris FC   | (17 milioni €)              |
| D                | João Mário          | Juventus   | definitivo (12,6 milioni €) |
| A                | Francisco Conceição | Juventus   | definitivo (32 milioni €)   |
| A                | Gonçalo Borges      | Feyenoord  | definitivo (10 milioni €)   |
| A                | Fran Navarro        | Braga      | definitivo (2,7 milioni €)  |
| A                | Danny Namaso        | Auxerre    | prestito (1 milione €)      |
| D                | Romário Baró        | Basilea    | prestito                    |
| P                | Samuel Portugal     | Al-Okhdood | prestito (215 mila €)       |
| D                | Gabriel Veron       | Juventude  | prestito                    |
| D                | Iván Marcano        |            | ritiro                      |
| Altre operazioni |                     |            |                             |
| R.               | Nome                | da         | Modalità                    |
| C                | Fábio Vieira        | Arsenal    | fine prestito               |
| D                | Nehuén Pérez        | Udinese    | fine prestito               |
| D                | Tiago Djaló         | Juventus   | fine prestito               |

### Sessione invernale
| Acquisti         | Acquisti         | Acquisti         | Acquisti         |
| R.               | Nome             | da               | Modalità         |
| Altre operazioni | Altre operazioni | Altre operazioni | Altre operazioni |
| R.               | Nome             | da               | Modalità         |
| ---------------- | ---------------- | ---------------- | ---------------- |

| Cessioni         | Cessioni         | Cessioni         | Cessioni         |
| R.               | Nome             | a                | Modalità         |
| Altre operazioni | Altre operazioni | Altre operazioni | Altre operazioni |
| R.               | Nome             | da               | Modalità         |
| ---------------- | ---------------- | ---------------- | ---------------- |

## Risultati

### Liga Portugal

#### Girone di andata
| Arbitro: | Nobre |

|                            |           |  |
| Pepê 12’ Aghehowa 32’, 79’ | Marcatori |  |

| Arbitro: | Baixinho |

|  |           |                       |
|  | Marcatori | 20’ Froholdt 47’ Pepê |

| Porto 3ª giornata | Porto | – referto | Casa Pia | Stadio do Dragão |

| Lisbona 4ª giornata | Sporting Lisbona | – referto | Porto | Stadio José Alvalade |

| Porto 5ª giornata | Porto | – referto | Nacional | Stadio do Dragão |

| Vila do Conde 6ª giornata | Rio Ave | – referto | Porto | Stadio municipale dos Arcos |

| Arouca 7ª giornata | Arouca | – referto | Porto | Stadio comunale di Arouca |

| Porto 8ª giornata | Porto | – referto | Benfica | Stadio do Dragão |

| Moreira de Cónegos 9ª giornata | Moreirense | – referto | Porto | Parque Joaquim de Almeida Freitas |

| Porto 10ª giornata | Porto | – referto | Braga | Stadio do Dragão |

## Statistiche

### Statistiche di squadra
| Competizione     | Punti | In casa | In casa | In casa | In casa | In casa | In casa | In trasferta | In trasferta | In trasferta | In trasferta | In trasferta | In trasferta | In campo neutro | In campo neutro | In campo neutro | In campo neutro | In campo neutro | In campo neutro | Totale | Totale | Totale | Totale | Totale | Totale | DR |
| Competizione     | Punti | G       | V       | N       | P       | Gf      | Gs      | G            | V            | N            | P            | Gf           | Gs           | G               | V               | N               | P               | Gf              | Gs              | G      | V      | N      | P      | Gf     | Gs     | DR |
| ---------------- | ----- | ------- | ------- | ------- | ------- | ------- | ------- | ------------ | ------------ | ------------ | ------------ | ------------ | ------------ | --------------- | --------------- | --------------- | --------------- | --------------- | --------------- | ------ | ------ | ------ | ------ | ------ | ------ | -- |
| Primeira Liga    | -     | 1       | 1       | 0       | 0       | 3       | 0       | 1            | 1            | 0            | 0            | 2            | 0            | -               | -               | -               | -               | -               | -               | 2      | 2      | 0      | 0      | 5      | 0      | +5 |
| Taça de Portugal | -     |         |         |         |         |         |         |              |              |              |              |              |              | -               | -               | -               | -               | -               | -               |        |        |        |        |        |        |    |
| Taça da Liga     | -     |         |         |         |         |         |         |              |              |              |              |              |              | -               | -               | -               | -               | -               | -               |        |        |        |        |        |        |    |
| Europa League    | -     |         |         |         |         |         |         |              |              |              |              |              |              | -               | -               | -               | -               | -               | -               |        |        |        |        |        |        |    |
| Totale           | -     | 1       | 1       | 0       | 0       | 3       | 0       | 1            | 1            | 0            | 0            | 2            | 0            | -               | -               | -               | -               | -               | -               | 2      | 2      | 0      | 0      | 5      | 0      | +5 |

### Andamento in campionato
| Giornata  | 1 | 2 | 3 | 4 | 5 | 6 | 7 | 8 | 9 | 10 | 11 | 12 | 13 | 14 | 15 | 16 | 17 | 18 | 19 | 20 | 21 | 22 | 23 | 24 | 25 | 26 | 27 | 28 | 29 | 30 | 31 | 32 | 33 | 34 |
| --------- | - | - | - | - | - | - | - | - | - | -- | -- | -- | -- | -- | -- | -- | -- | -- | -- | -- | -- | -- | -- | -- | -- | -- | -- | -- | -- | -- | -- | -- | -- | -- |
| Luogo     | C | T |   |   |   |   |   |   |   |    |    |    |    |    |    |    |    |    |    |    |    |    |    |    |    |    |    |    |    |    |    |    |    |    |
| Risultato | V | V |   |   |   |   |   |   |   |    |    |    |    |    |    |    |    |    |    |    |    |    |    |    |    |    |    |    |    |    |    |    |    |    |
| Posizione |   |   |   |   |   |   |   |   |   |    |    |    |    |    |    |    |    |    |    |    |    |    |    |    |    |    |    |    |    |    |    |    |    |    |

Legenda:

Luogo: C = Casa; T = Trasferta. Risultato: V = Vittoria; N = Pareggio; P = Sconfitta.

### Andamento in Europa League
| Giornata  | 1 | 2 | 3 | 4 | 5 | 6 | 7 | 8 |
| --------- | - | - | - | - | - | - | - | - |
| Luogo     |   |   |   |   |   |   |   |   |
| Risultato |   |   |   |   |   |   |   |   |
| Posizione |   |   |   |   |   |   |   |   |

Legenda:

Luogo: C = Casa; T = Trasferta. Risultato: V = Vittoria; N = Pareggio; P = Sconfitta.

### Statistiche individuali
| Giocatore    | Primeira Liga | Primeira Liga | Primeira Liga | Primeira Liga | Taça de Portugal | Taça de Portugal | Taça de Portugal | Taça de Portugal | Taça de Liga | Taça de Liga | Taça de Liga | Taça de Liga | UEFA Europa League | UEFA Europa League | UEFA Europa League | UEFA Europa League | Totale   | Totale | Totale      | Totale     |
| Giocatore    | Presenze      | Reti          | Ammonizioni   | Espulsioni    | Presenze         | Reti             | Ammonizioni      | Espulsioni       | Presenze     | Reti         | Ammonizioni  | Espulsioni   | Presenze           | Reti               | Ammonizioni        | Espulsioni         | Presenze | Reti   | Ammonizioni | Espulsioni |
| ------------ | ------------- | ------------- | ------------- | ------------- | ---------------- | ---------------- | ---------------- | ---------------- | ------------ | ------------ | ------------ | ------------ | ------------------ | ------------------ | ------------------ | ------------------ | -------- | ------ | ----------- | ---------- |
| S. Aghehowa  | 2             | 2             | 0             | 0             | 0                | 0                | 0                | 0                | 0            | 0            | 0            | 0            | 0                  | 0                  | 0                  | 0                  | 2        | 2      | 0           | 0          |
| J. Bednarek  | 2             | 0             | 0             | 0             | 0                | 0                | 0                | 0                | 0            | 0            | 0            | 0            | 0                  | 0                  | 0                  | 0                  | 2        | 0      | 0           | 0          |
| A. Costa     | 2             | 0             | 0             | 0             | 0                | 0                | 0                | 0                | 0            | 0            | 0            | 0            | 0                  | 0                  | 0                  | 0                  | 2        | 0      | 0           | 0          |
| D. Costa     | 2             | -0            | 1             | 0             | 0                | -0               | 0                | 0                | 0            | -0           | 0            | 0            | 0                  | -0                 | 0                  | 0                  | 2        | -0     | 1           | 0          |
| J. Costa     | 0             | -0            | 0             | 0             | 0                | -0               | 0                | 0                | 0            | -0           | 0            | 0            | 0                  | -0                 | 0                  | 0                  | 0        | -0     | 0           | 0          |
| L. de Jong   | 2             | 0             | 0             | 0             | 0                | 0                | 0                | 0                | 0            | 0            | 0            | 0            | 0                  | 0                  | 0                  | 0                  | 2        | 0      | 0           | 0          |
| S. Eustáquio | 2             | 0             | 0             | 0             | 0                | 0                | 0                | 0                | 0            | 0            | 0            | 0            | 0                  | 0                  | 0                  | 0                  | 2        | 0      | 0           | 0          |
| M. Fernandes | 1             | 0             | 0             | 0             | 0                | 0                | 0                | 0                | 0            | 0            | 0            | 0            | 0                  | 0                  | 0                  | 0                  | 1        | 0      | 0           | 0          |
| V. Froholdt  | 2             | 1             | 0             | 0             | 0                | 0                | 0                | 0                | 0            | 0            | 0            | 0            | 0                  | 0                  | 0                  | 0                  | 2        | 1      | 0           | 0          |
| W. Gomes     | 2             | 0             | 1             | 0             | 0                | 0                | 0                | 0                | 0            | 0            | 0            | 0            | 0                  | 0                  | 0                  | 0                  | 2        | 0      | 1           | 0          |
| M. Grujić    | 0             | 0             | 0             | 0             | 0                | 0                | 0                | 0                | 0            | 0            | 0            | 0            | 0                  | 0                  | 0                  | 0                  | 0        | 0      | 0           | 0          |
| D. Gül       | 0             | 0             | 0             | 0             | 0                | 0                | 0                | 0                | 0            | 0            | 0            | 0            | 0                  | 0                  | 0                  | 0                  | 0        | 0      | 0           | 0          |
| I. Jaime     | 0             | 0             | 0             | 0             | 0                | 0                | 0                | 0                | 0            | 0            | 0            | 0            | 0                  | 0                  | 0                  | 0                  | 0        | 0      | 0           | 0          |
| João Mário   | 0             | 0             | 0             | 0             | 0                | 0                | 0                | 0                | 0            | 0            | 0            | 0            | 0                  | 0                  | 0                  | 0                  | 0        | 0      | 0           | 0          |
| R. Mora      | 1             | 0             | 0             | 0             | 0                | 0                | 0                | 0                | 0            | 0            | 0            | 0            | 0                  | 0                  | 0                  | 0                  | 1        | 0      | 0           | 0          |
| F. Moura     | 0             | 0             | 0             | 0             | 0                | 0                | 0                | 0                | 0            | 0            | 0            | 0            | 0                  | 0                  | 0                  | 0                  | 0        | 0      | 0           | 0          |
| D. Namaso    | 0             | 0             | 0             | 0             | 0                | 0                | 0                | 0                | 0            | 0            | 0            | 0            | 0                  | 0                  | 0                  | 0                  | 0        | 0      | 0           | 0          |
| Pepê         | 2             | 2             | 0             | 0             | 0                | 0                | 0                | 0                | 0            | 0            | 0            | 0            | 0                  | 0                  | 0                  | 0                  | 2        | 2      | 0           | 0          |
| N. Pérez     | 2             | 0             | 0             | 0             | 0                | 0                | 0                | 0                | 0            | 0            | 0            | 0            | 0                  | 0                  | 0                  | 0                  | 2        | 0      | 0           | 0          |
| T. Pérez     | 0             | 0             | 0             | 0             | 0                | 0                | 0                | 0                | 0            | 0            | 0            | 0            | 0                  | 0                  | 0                  | 0                  | 0        | 0      | 0           | 0          |
| D. Prpić     | 1             | 0             | 0             | 0             | 0                | 0                | 0                | 0                | 0            | 0            | 0            | 0            | 0                  | 0                  | 0                  | 0                  | 1        | 0      | 0           | 0          |
| C. Ramos     | 0             | -0            | 0             | 0             | 0                | -0               | 0                | 0                | 0            | -0           | 0            | 0            | 0                  | -0                 | 0                  | 0                  | 0        | -0     | 0           | 0          |
| B. Sainz     | 2             | 0             | 1             | 0             | 0                | 0                | 0                | 0                | 0            | 0            | 0            | 0            | 0                  | 0                  | 0                  | 0                  | 2        | 0      | 1           | 0          |
| V. Sousa     | 0             | 0             | 0             | 0             | 0                | 0                | 0                | 0                | 0            | 0            | 0            | 0            | 0                  | 0                  | 0                  | 0                  | 0        | 0      | 0           | 0          |
| A. Varela    | 2             | 0             | 1             | 0             | 0                | 0                | 0                | 0                | 0            | 0            | 0            | 0            | 0                  | 0                  | 0                  | 0                  | 2        | 0      | 1           | 0          |
| G. Veiga     | 2             | 0             | 1             | 0             | 0                | 0                | 0                | 0                | 0            | 0            | 0            | 0            | 0                  | 0                  | 0                  | 0                  | 2        | 0      | 1           | 0          |
| Zé Pedro     | 1             | 0             | 0             | 0             | 0                | 0                | 0                | 0                | 0            | 0            | 0            | 0            | 0                  | 0                  | 0                  | 0                  | 1        | 0      | 0           | 0          |
| Zaidu        | 2             | 0             | 0             | 0             | 0                | 0                | 0                | 0                | 0            | 0            | 0            | 0            | 0                  | 0                  | 0                  | 0                  | 2        | 0      | 0           | 0          |